# محمد كريم الخفاجي
محمد كريم جاسم صالح الخفاجي (ولد عام 1953) في محافظة ديالى غرب العراق يحمل شهادة بكالوريوس في علوم الهندسة الزراعية ويشغل منصب وزير الزراعة في الحكومة العراقية كما شغل عدة مناصب سابقاً.

## مسيرته المهنية
شغل الخفاجي عدة مناصب في وزارة الزراعة قبل ان يتسنم ادارة الوزارة، وشغل عدة وظائف في مديرية زراعة ديالى اهمها مدير الاراضي (1990) ومدير قسم التخطيط والمتابعة (1991-1996) بالاضافة الى وكيل مدير زراعة ديالى (1992-1995) ومدير قسم الاستثمارات (1997-1999) كما انتخب نقيباً للمهندسين الزراعيين في ديالى .
كما شغل منصب معاون مدير عام بلدية الكرخ بين (2012-2014) اما المناصب التي شغلها في وزارة الزراعة :
- مدير شعبة البيع المباشر في الشركة العامة للتجهيزات الزراعية 2010
- مدير قسم التخطيط والمتابعة / الشركة العامة للتجهيزات الزراعية (2010-2011)
- مدير عام الأراضي الزراعية
- وزير الزراعة (2020 - 2022)

### الازمات بعد توليه منصب الوزير
بعد عام من توليه الوزارة اعلن عن ندمه لتوليه المنصب وذكر ان الازمات التي تمر بها البلاد جعلت هذا العام هو الاسوء زراعياً وقبل اسبوعين من استضافته في البرلمان العراقي في اذار 2022 لوح بتقديم استقالته من منصبه ما لم تقوم الحكومة بدعم الوزارة ماليا، وفي نيسان 2022 تعرض للتوبيخ من قبل رئيس الوزراء مصطفى الكاظمي بسبب معارضته لتنفيذ قرار فتح الاستيراد للمنتجات الزراعية مما دفع الوزير للتصريح لاحقا ان التوبيخ كان "شرفاً له"

## انظر ايضاً
- حكومة مصطفى الكاظمي